# Jehmlich Orgelbau Dresden
Die Jehmlich Orgelbau Dresden GmbH ist ein Orgelbaubetrieb, der 1808 im erzgebirgischen Cämmerswalde von den drei Brüdern Gotthelf Friedrich, Johann Gotthold und Carl Gottlieb Jehmlich gegründet wurde. Das Alleinstellungsmerkmal als weltweit ältester Orgelbaubetrieb, der immer in Familienhand lag, wurde 2008 offiziell bestätigt. Heute ist die Firma in Dresden ansässig.

## Geschichte
Alles begann für die Jehmlichs in Neuwernsdorf im Erzgebirge. In einem Zeitungslexikon aus dem Jahr 1820 ist in den Mitteilungen über Neu-Wernsdorf oder Neuwarnsdorf über die erste Generation der Orgelbauer Jehmlich zu lesen:

„Uebrigens zeichne ich noch das oberste Haus im Dorfe aus, nicht sowohl wegen seiner Bauart in holländischem Geschmack, sondern als die Wohnung der Mechaniker und Orgelbaumeister, Gebrüder Gämlich, welche ein eminentes Talent auszeichnet. Sie liefern, ohne eigentlichen Unterricht genossen zu haben, Flügel mit Flötenwerken in besondrer Güte, Instrumente und Maschinen von aller Art, und haben auch 1818 eine sehr gute Orgel in Lauenstein zu Stande gebracht…“

### 1. Generation: Gotthelf Friedrich, Johann Gotthold und Carl Gottlieb Jehmlich
Der älteste der drei Brüder, Gotthelf Friedrich Jehmlich (1779–1827), erlernte das Orgelbauerhandwerk bei Johann Georg Hamann (1758–1835) in Constappel bei Meißen. Sein Bruder Johann Gotthold (1781–1861) ging bei Johann Christian Kayser in Dresden in die Lehre, wo er bis 1806 mit seinem Bruder Gotthelf Friedrich als Geselle blieb. Johann Christian Kayser (1750–1830) war ein Neffe von Andreas Kayser (1699–1768), der vermutlich ein Schüler Silbermanns war. Lust und Liebe zum Handwerklichen ließ die beiden Jehmlich-Brüder im Dezember des Jahres 1808 den Entschluss fassen, sich in diesem Handwerk selbstständig zu machen. Bereits 1806 hatten sie Reparaturen an der Adam-Gottfried-Oehme-Orgel in ihrer Heimatkirche Cämmerswalde und an der Johann-Georg-Schön-Orgel in Clausnitz ausgeführt und waren dabei natürlich auch mit der Bauart dieser Orgeln der beiden Silbermannschüler vertraut geworden.
Der erste Orgelneubau der Jehmlich-Brüder erfolgte 1810 für die katholische Dreifaltigkeitskirche zu Georgenthal in Böhmen. 1818 erhielt Gotthelf Friedrich den Auftrag zum Bau einer neuen Orgel in der Stadtkirche zu Lauenstein. Dieses Werk war die erste Jehmlich-Orgel in Sachsen. 1825 wurde Gotthelf Friedrich Jehmlich zu einem großen Auftrag nach Dresden gerufen. Man übertrug ihm die Reparatur und den Umbau der Wagner-Holland-Orgel in der Kreuzkirche. Diesen Auftrag anzunehmen war für ihn zugleich Anlass, nach Dresden überzusiedeln. Noch vor Vollendung dieser Arbeit starb Gotthelf Friedrich Jehmlich im Jahre 1827. Sein Bruder Johann Gotthold vollendete das Orgelwerk 1832. Die solide Arbeit der Brüder fand große Anerkennung. 1836 wurde Johann Gotthold Jehmlich zum Königlich Sächsischen Hoforgelbauer ernannt. Zu den Arbeiten eines Hoforgelbauers gehörten auch Begutachtung, Pflege und Reparaturen von Silbermannorgeln. Die Linie von Johann Gotthold Jehmlich starb mit seinem Tod 1862 aus, denn sein einziger Sohn Julius Immanuel (1826–1858) war bereits 1858 gestorben.
Mitte der 1820er Jahre begann auch der dritte Bruder, Carl Gottlieb Jehmlich (1786–1867), der bisher als Kunsttischler tätig gewesen war, Orgeln zu bauen und stellte sein erstes Werk in Somsdorf bei Freital auf. 1839 erhielt er den Auftrag für den Orgelneubau in der Zwickauer Marienkirche. Daraufhin ließ er sich 1843 in Zwickau nieder. Fortan wurden aus Dresden und aus Zwickau Jehmlich-Orgeln geliefert. Bei größeren anstehenden Aufträgen halfen sich die Brüder aber weiterhin aus. Carl Gottliebs Sohn Wilhelm Fürchtegott Jehmlich (1826–1874), übernahm 1860 die Werkstatt und führte sie bis zu seinem Tod 1874. Mit ihm endete die Zwickauer Linie der Jehmlichs.

### 2. Generation: Carl Eduard Jehmlich

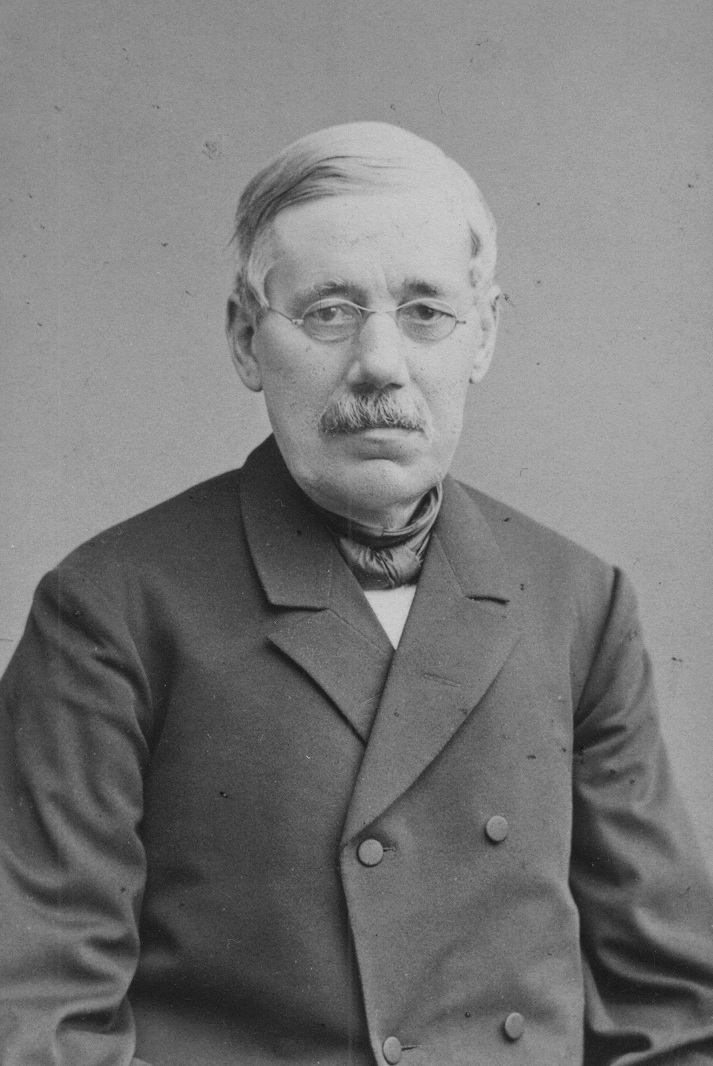
Carl Eduard Jehmlich (1880)

Noch Anfang 1861 bat Johann Gotthold Jehmlich das königliche Haus, ihn nach 25-jähriger Dienstzeit als Hoforgelbauer zu entlassen und dafür seinen Neffen Carl Eduard (1824–1889), der bereits einige Zeit im Geschäft seines Onkels tätig war, einzustellen. Er hatte bereits Erfahrungen für die Leitung eines Geschäfts bei seinem Vater in Zwickau gesammelt.
Carl Eduard besaß weithin einen guten Ruf, vor allem, weil er alle Orgeln wie seine Vorfahren rein mechanisch baute und somit dem Schleifladensystem treu blieb. Gelobt wurden oft seine sorgfältige Arbeit sowie sein vorzügliches Material, gepaart mit einer fein ausgeglichenen Intonation.
Ende des 19. Jahrhunderts kamen auch im Orgelbau eine Reihe von technischen Verbesserungen und Erneuerungen. Das Wachstum der Städte mit Errichtung neuer Kirchengebäude führte zu neuen Absatzmöglichkeiten für den Orgelbau. Die Pneumatik hielt Einzug in viele deutsche Orgelbauwerkstätten.
Die 1880er-Jahre waren entscheidend für die Firma. Eine bedeutende Rolle spielte dabei die Bekanntschaft mit dem Orgelbaumeister Ernst Seifert aus Köln. Seifert war bekannt als der Erfinder der pneumatischen Membranenlade, deren Patent er an Schneider und Jehmlich verkaufte. Eine Neuheit, die entscheidend die Entwicklung des deutschen Orgelbaus in den nächsten Jahrzehnten bestimmen sollte. Die Schleiflade galt im Orgelbau als überholt. Auch für Jehmlich hieß es, Neues zu erproben, um mit der Entwicklung im Orgelbau standzuhalten. So schuf im Jahre 1888 Carl Eduard gemeinsam mit seinen Söhnen Bruno (1856–1940) und Emil (1854–1940) die erste pneumatische Orgel im Königreich Sachsen. Sie wurde in der Kirche zu Röhrsdorf bei Wilsdruff aufgestellt, wo sie heute noch erhalten ist.

### 3. Generation: Gebrüder Jehmlich (Bruno & Emil)
Die Werkstatträume auf der Freiberger Str. 14 in Dresden-Altstadt waren nicht mehr ausreichend für die neue Auftragslage. 1896 wurde beim Rat der Stadt ein Gesuch zum Bau einer neuen Orgelwerkstatt eingereicht. Bereits am 1. Oktober 1897 erfolgte der Umzug in die neuen Werkstatträume auf der Großenhainer Straße 28 (jetzt 32). Im selben Jahr konnte eine Konzertorgel mit symphonischem Klang für das Vereinshaus Dresden mit 54 Registern auf drei Manualen und Pedal ausgeliefert werden; erstmals eine große Orgel für eine öffentliche Einrichtung. 1897 vernichtete ein Brand die erst 1895 von den Jehmlich-Brüdern auf 67 Register erweiterte Wagner-/Holland-Orgel in der Kreuzkirche. Für die neue Orgel in der Dresdner Kreuzkirche erhielten die Gebrüder Jehmlich den Auftrag. Von 1897 bis 1901 entstand eine pneumatische Orgel mit 91 klingenden Registern.
Um die Jahrhundertwende waren die Hauptaufträge die zeitgemäßen Erweiterungen älterer Orgelwerke. Während des Ersten Weltkrieges kam es auch im Orgelbau zu größeren Produktionseinschränkungen. Zwischen 1914 und 1919 verließen etwa 30 Orgeln die Dresdner Werkstatt, darunter eine Orgel für den Dresdner Großindustriellen Karl August Lingner nach Bad Tarasp (Schweiz).
Kleinere Orgelneubauten, Umbauten und technische Veränderungen bestimmten den Jehmlich-Orgelbau der Nachkriegszeit. Zwischen 1924 und 1936 konnten u. a. ungefähr 24 historische Orgeln überholt werden. Unter der Leitung von Bruno und Emil Jehmlich wurden in der Zeit von 1920 bis 1940 ca. 150 neue Orgelwerke errichtet, darunter die ersten Exporte nach Schweden.

### 4. Generation: Gebrüder Jehmlich (Otto & Rudolf)
Emil Jehmlichs Söhne Otto (1903–1980) und Rudolf (1908–1970) übernahmen 1938 die Firmenleitung mit dem großen Umbau der Silbermannorgel in der Dresdner Frauenkirche. Nach erfolgreichen Arbeiten konnte die Orgel 1942 vom Frauenkirchenorganisten Hanns Ander-Donath wieder in Dienst genommen werden. 1940 wurde auch die große Orgel in der Dresdner Kreuzkirche umgebaut. In den Jahren 1941 bis 1944 gab es nur 25 Aufträge. Im Kriegsjahr 1945 wurden keine Orgeln gebaut.
Ab 1947 begann der Orgelbau in Dresden wieder aufzuleben, wenn auch nur halb so viel Orgeln gebaut werden konnten wie vor dem Krieg. Seit dieser Zeit wandte sich die Firma der traditionellen Fertigung der mechanischen Orgeln zu. Sie baute wieder Orgeln mit Schleifladen und rein mechanischer Traktur. Ende der 1950er-Jahre begann ein Orgelexport auch in weitere skandinavische Länder. Darüber hinaus wurde mit besonderer Sorgfalt die Betreuung, Restaurierung und Überholung wertvoller alter Orgelinstrumente gepflegt. Nach den damaligen Erkenntnissen über die Restaurierung konnten einige Orgeln Gottfried Silbermanns und historische Orgeln anderer Meister restauriert werden. Aus dem Gesamtwerk der Jehmlichs spricht als wesentliche Tatsache, dass man sich immer wieder, selbst dann, wenn man vorübergehend den Zeitströmungen nachgegeben hatte, auf den klassischen Orgelbau und Klang in der Nachfolge Gottfried Silbermanns besann.
Die Dresdner Kreuzkirche erhielt 1963 ein neues Orgelwerk mit 76 Registern, verteilt auf vier Manuale und Pedal. Die Disposition schufen Gerhard Paulik und Frank-Harald Greß. Ende der 1960er-Jahre konnte der Export von Orgeln noch auf Norwegen und die Bundesrepublik Deutschland erweitert werden. In der Wirkungszeit von Otto und Rudolf Jehmlich entstanden rund 450 Orgeln. Das war eine beachtliche Anzahl. Von 1964 bis 1971 wurde die durch Auslagerung im Zweiten Weltkrieg in ihrer Grundsubstanz größtenteils erhaltene Silbermannorgel der Katholischen Hofkirche in Dresden wieder aufgebaut.

### 5. Generation: Horst Jehmlich
1972 kam es zur Verstaatlichung des Betriebes, welcher nun „VEB Jehmlich-Orgelbau Dresden“ hieß. Mit Horst Jehmlich (* 1944) als Betriebsleiter wurden nun in der fünften Generation Orgeln gebaut. Als neue Exportländer kamen Ungarn, die CSSR und Bulgarien hinzu. Für den Staat war die Firma ein Devisenbringer, weshalb sie fachlich auf dem neuesten Stand sein musste. In diese Zeit fiel auch der Orgelneubau für die Konzerthalle im Kloster unser Lieben Frauen in Magdeburg, das Opus 1000, eine viermanualige Konzertorgel mit 63 Registern. 1984 konnte eine neue Orgel mit 74 Registern, vier Manualen und Pedal für das Schauspielhaus in Berlin gebaut werden. Diese Orgel war der Auslöser für weitere Aufträge. Neben einer Reihe von zahlreichen Neubauten rückten die Pflege und Erhaltung älterer und historischer Orgeln in den Vordergrund. So fand z. B. 1983 eine umfangreiche Restaurierung der großen Silbermann-Orgel im Dom zu Freiberg ihren Abschluss.
Nach der Wiedervereinigung beider deutscher Staaten im Jahre 1990 ging die Firma wieder in Privathand über und wurde von Horst Jehmlich als Geschäftsinhaber weiter geleitet. Sie ist der älteste Orgelbaubetrieb in Deutschland. Trotz der geänderten marktwirtschaftlichen Bedingungen konnte der Betrieb sich eine gesicherte Auftragslage erhalten. Neben der Pflege, Erhaltung und Reparatur eigener Orgelwerke stehen Neubauten in klassischer Bauweise weiterhin im Vordergrund. In den 1990er Jahren wurde die Restaurierung erhaltenswerter historischer Orgeln mit übernommen und nach neuen Erkenntnissen und Richtlinien der Denkmalpflege durchgeführt. Erwähnenswert aus dieser Zeit sind die Oehme-Orgel zu Brand-Erbisdorf, die Silbermannorgeln in Helbigsdorf und Lebusa sowie die kleine Silbermann-Orgel im Freiberger Dom.
Ein herausragendes Ereignis war der Orgelneubau für den Konzertsaal in der Sumida Triphony Hall 1997 in Tokio. Dies stellte technisch und organisatorisch eine besondere Herausforderung dar, denn bisher war noch keine so große Orgel an einen so weit entfernten Ort geliefert worden. Das Konzertinstrument mit 66 Registern auf drei Manualen und Pedal verließ als Opus 1123 die Werkstatt. 1998 stellte Jehmlich eine große, neue Orgel mit 32′-Basis im „Bergmannsdom“ Schneeberg fertig.
Im Jahr 2000 gelang es erstmals, eine Porzellanorgel mit einem klingenden Register aus Porzellanpfeifen zu bauen. Es entstand durch die Zusammenarbeit der Meißner Porzellanmanufaktur mit der Firma Jehmlich. 2005 konnte die älteste Jehmlich-Orgel in Lauenstein nach dem Brand im Jahre 2003 wieder rekonstruiert werden.

### 6. Generation: Ralf Jehmlich
Seit 2006 ist Ralf Jehmlich (* 1972) als Geschäftsführer tätig. Unter seiner Leitung erfolgten z. B. Entwurf, Planung und Aufstellung der Orgel in Kerrville, First Presbyterian Church in Texas, USA (III/50). Neubauten u. a. für die Musikakademie in Lodz (II/19); Lexington (USA), Methodistenkirche (II/13); Tokio (Japan), Joshi-Gakuin-School (III/35), die Kath. Christophoruskirche in Westerland/Sylt (II/27), ein Orgel-Carillon für die Lalaport Mall in Yokohama (II/1), mit Pfeifen und Glocken aus Meissner Porzellan, eine Porzellanorgel nach Taipei (Taiwan) Opulent State Life Corp (I/5) und die große Orgel für das Paulinum der Universitätskirche Leipzig (III/46).
2007 begann die Restaurierung der Michael-Engler-Orgel in der Klosterkirche Mariengnade in Grüssau (Krzeszów), Polen, die 2008 wieder in Dienst genommen wurde. Von 2002 bis 2005 erfolgten eine Überarbeitung und 2008 eine Erweiterung der größten Orgel Dresdens in der Kreuzkirche. Diese entstand 1963 unter der Leitung der Gebrüder Jehmlich.
Weitere Restaurierungen erfolgten u. a. in Bardo/Polen, Mariä Verkündigungskirche, F. J. Eberhard 1758; Dresden, Kath. Hofkirche, G. Silbermann 1755 (Gemeinschaftsarbeit von Jehmlich und K. Wegscheider); Dresden-Strehlen, Christuskirche, Gebr. Jehmlich 1905; Erfurt-Bindersleben, Ev. St.-Lukas-Kirche, F. Volckland 1755 und Zittau, Ev. St. Johanniskirche, A. Schuster & Sohn 1929.
Als besondere Restaurierungen sind erwähnenswert: Die Kinoorgel in Potsdam, Filmmuseum, M. Welte & Söhne 1929, Leipzig, Grassimuseum, M. Welte & Söhne 1930 und eine Welte-Philharmonie-Orgel in Gornsdorf im Erzgebirge.
- Jehmlich Orgelbau Dresden, Firmeneingang
- Jehmlich Orgelbau Dresden, Firmengebäude

## Werkliste (Auswahl)
Jehmlich erbaute bis 2013 weltweit mehr als 1165 Orgeln. Die Größe der Instrumente bei der Fertigstellung wird in der sechsten Spalte durch die Anzahl der Manuale und die Anzahl der klingenden Register in der siebten Spalte angezeigt. Ein großes „P“ steht für ein selbstständiges Pedal. Eine Kursivierung zeigt an, dass die betreffende Orgel nicht mehr oder lediglich der Prospekt erhalten ist.

### 1. Generation: Gotthelf Friedrich, Johann Gotthold und Carl Gottlieb Jehmlich
| Jahr      | Opus | Ort                                               | Kirche/Bauwerk                                         | Bild | Manuale | Register | Bemerkungen |
| --------- | ---- | ------------------------------------------------- | ------------------------------------------------------ | ---- | ------- | -------- | --- |
| 1808      | 1    | Fláje (Fleyh)                                     | kostel sv. Jana Křtitele (Kirche Johannes des Täufers) |      | II/P    | 12       | Umbau durch Gotthelf Friedrich Jehmlich; Orgel nicht erhalten, Kirche steht in Český Jiřetín → Orgel |
| 1810      | 2    | Český Jiřetín (Georgendorf), Horní Ves (Oberdorf) | kostel sv. Petra a Pavla (Peter und Paul)              |      | II/P    | 16       | von Gotthelf Friedrich Jehmlich, Neuwernsdorf, nicht erhalten → Orgel |
| 1818      | 3    | Lauenstein                                        | Evang. Stadtkirche                                     |      | II/P    | 19       | von Gotthelf Friedrich Jehmlich; 2003 durch Brand zerstört, Neubau 2005 → Orgel |
| 1825–1832 |      | Dresden                                           | Kreuzkirche                                            |      | III/P   | 54       | Umbau und Erweiterung einer Holland-/Wagner-Orgel, 1895 von Emil & Bruno Jehmlich auf 67 Register erweitert, beim Kirchenbrand 1897 vernichtet → Orgel |
| 1827      | 4    | Somsdorf                                          | Georgenkirche                                          |      | II/P    | 16       | von Carl Gottlieb Jehmlich, erhalten → Orgel |
| 1827      | 5    | Chemnitz-Einsiedel                                | St. Jacobi                                             |      | II/P    | 21       | von Gotthelf Friedrich und Johann Gotthold Jehmlich; später auf II/P/23 erweitert; 1945 Kriegsverlust → Orgel |
| 1828–1829 | 6a   | Amtsberg-Weißbach                                 | Evangelisch-Lutherische Kirche                         |      | I/P     | 10       | von Johann Gotthold Jehmlich, bisher unter Carl Gottlieb Jehmlich Zwickau geführt; später auf II/P/17 erweitert, 2007 überholt → Orgel |
| 1829–1832 | 6b   | Eppendorf-Großwaltersdorf                         | Evangelisch-Lutherische Kirche                         |      | II/P    | 21       | von Carl Gottlieb Jehmlich. Kirche mit Orgel 1837 verbrannt. → Orgel |
| 1838      | 7    | Chemnitz-Reichenbrand                             | Johanneskirche (Chemnitz-Reichenbrand)                 |      | II/P    | 24       | von Carl Gottlieb Jehmlich → Orgel |
| 1838–1840 | 8    | Auerbach/Vogtl.                                   | St. Laurentius                                         |      | II/P    | 32       | von Carl Gottlieb Jehmlich, erhalten → Orgel |
| 1837–1843 | 9    | Zittau                                            | Johanniskirche                                         |      | III/P   | 55       | 1929–1930 durch die Zittauer Orgelbauer A. Schuster und Sohn auf 84 Register erweitert (quasi Neubau), Spieltisch für 100 Register ausgelegt → Orgel |
| 1840      | 10   | Mildenau                                          | Evangelisch-Lutherische Kirche                         |      | II/P    | 25       | von Anton Jehmlich, nicht erhalten → Orgel |
| 1841      | 10a  | Striegistal-Pappendorf                            | St. Wenzel                                             |      | II/P    | 22       | von Wilhelm Fürchtegott Jehmlich und Carl Gottlieb Jeheber, erhalten → Orgel |
| 1842      | 11   | Stollberg/Erzgeb.                                 | St. Jakobi                                             |      | II/P    | 25       | von Anton Jehmlich, nicht erhalten. 1914 erweitert von den Gebrüdern (Bruno & Emil) Jehmlich als op.354. Seit 1970 Verschlechterung der Funktionstüchtigkeit der Orgel. 1984 ersetzt durch eine Orgel von Carl Eduard Jehmlich aus Olbersdorf, erbaut als op. 75, die dem Braunkohletagebau weichen musste. → Orgel |
| 1842      | 12   | Zwickau                                           | Dom                                                    |      | II/P    | 40       | Erweiterung durch Kreutzbach, danach durch Jehmlich auf III/82 und Pneumatisierung, 1930 Erweiterung auf 101 Register und Elektrifizierung der Trakturen, nach dem Zweiten Weltkrieg abgebrochen |
| 1844      | 13   | Lugau                                             | Kreuzkirche                                            |      | I/P     | 14       | von Anton Jehmlich, nicht erhalten → Orgel |
| 1846      | 14   | Wernesgrün                                        | Schule, Bethaus                                        |      | I/P     | 7        | von Carl Gottlieb Jehmlich, jetzt in Dresden als Hausorgel von Christof Bauer; erhalten → Orgel |
| 1848      | 14a  | Hirschfeld (Sachsen)                              | St. Michaelis                                          |      | II/P    | 16       | von Carl Gottlieb Jehmlich, nicht erhalten. 1959 abgebrannt. → Orgel |
| 1850      | 14b  | Crinitzberg-Obercrinitz                           | St. Johannis                                           |      | I/P     | 11       | von Carl Gottlieb Jehmlich, erhalten → Orgel |
| 1845      | 15   | Elsterberg                                        | St. Laurentius                                         |      | II/P    | 34       | von Carl Gottlieb Jehmlich erbaut, ca. 2000 Pfeifen, 2003 von Vogtländischer Orgelbau Thomas Wolf restauriert → Orgel → Orgel |
| 1859      | 16   | Stützengrün                                       | Dreifaltigkeitskirche                                  |      | I/P     | 14       | von Wilhelm Fürchtegott Jehmlich, erhalten → Orgel |
| 1849      | 20   | Greiz-Reinsdorf                                   | Dreifaltigkeitskirche                                  |      | II/P    | 20       | von Carl Gottlieb Jehmlich, nicht erhalten → Orgel |
| 1851      | 22   | Oschatz                                           | St. Aegidien                                           |      | III/P   | 57       | 1851 Neubau durch Carl Gottlieb Jehmlich. 1933 Um- und Erweiterungsbau durch Gebrüder Jehmlich (Bruno & Emil), Dresden, op. 474 (III/57 + 1 Tr.) → Orgel → Orgel |

### 2. Generation: Carl Eduard Jehmlich
| Jahr | Opus          | Ort                          | Kirche/Bauwerk                               | Bild | Manuale    | Register | Bemerkungen |
| ---- | ------------- | ---------------------------- | -------------------------------------------- | ---- | ---------- | -------- | --- |
| 1853 | 24            | Döbeln-Technitz              | Evangelisch-Lutherische Kirche               |      | II/P       | 23       | von Carl Eduard Jehmlich, erhalten → Orgel |
| 1857 | 25            | Döbeln–Ziegra                | Dorfkirche                                   |      | I/P        | 6        | von Carl Eduard Jehmlich, erhalten → Orgel |
| 1855 | 26            | Dresden-Pillnitz             | Schloss Pillnitz, Schlosskapelle             |      | I/P        | 6        | von Carl Eduard Jehmlich, erhalten → Orgel |
| 1858 | 27            | Großenhain–Bauda             | Evangelisch-Lutherische Kirche               |      | II/P       | 18       | Orgel von Carl Eduard Jehmlich, erhalten → Orgel |
| 1859 | 28            | Bernsdorf                    | Dorfkirche                                   |      | II/P       | 26       | von Carl Gottlieb Jehmlich, erhalten → Orgel |
| 1857 | 29            | Zwickau–Bockwa               | Matthäuskirche                               |      | II/P       | 29       | von Carl Gottlieb Jehmlich + Sohn, erhalten → Orgel |
| 1857 | 31            | Dresden–Innere Neustadt      | St. Franziskus Xaverius                      |      | II/P       | 17       | von Julius Immanuel Jehmlich, nicht erhalten → Orgel |
| 1858 | 32            | Rodewisch                    | St. Petri                                    |      | II/P       | 19       | von Carl Gottlieb Jehmlich + Sohn Wilhelm Fürchtegott, nicht erhalten → Orgel |
| 1856 | 33            | Lenz (Priestewitz)           | St. Petri                                    |      | II/P       | 18       | von Carl Eduard Jehmlich, erhalten → Orgel |
| 1859 | 34            | Lorenzkirch                  | St. Laurentius                               |      | II/P       | 16       | Werk Nr. 7 bei Carl Eduard Jehmlich, erhalten; 1998 von Jehmlich Orgelbau restauriert → Orgel (PDF) → Orgel |
| 1858 | 35            | Česká Lípa                   | kostel Mistra Jana Husa                      |      | I/P        | 10       | von Carl Eduard Jehmlich, erhalten. Erbaut 1858 für die Kapelle der Diakonissenhausanstalt in Dresden. 1930 umgesetzt nach Böhmisch Leipa (Česká Lípa), kostel Mistra Jana Husa, vormals Evangelische Kirche. → Orgel |
| 1856 | 36            | Hirschfeld-Niedercrinitz     | Michaelis                                    |      | I/P        | 8        | von Carl Gottlieb Jehmlich, erhalten. → Orgel |
| 1860 | 37            | Dresden-Wilsdruffer Vorstadt | Freiherrlich von Fletchersches Lehrerseminar |      | II/P       | 7        | von Carl Eduard Jehmlich, Kriegsverlust. → Orgel |
| 1859 | 38            | Schönberg-Pfaffroda          | Evangelisch-Lutherische Kirche               |      | I/P        | 10       | von Carl Gottlieb Jehmlich, 1885 abgebrannt, nicht erhalten → Orgel |
| 1862 | 39            | Leisnig                      | St. Matthäi                                  |      | II/P       | 31       | von Carl Eduard Jehmlich, erhalten. → Orgel |
| 1864 | 43            | Lengenfeld                   | Aegidiuskirche                               |      | II/P       | 35       | von Wilhelm Fürchtegott Jehmlich (1826–1874), Bruder von Carl Eduard Jehmlich, erhalten → Orgel |
| 1864 | 44a           | Oelsnitz/Erzgeb.             | Christuskirche                               |      | II/P       | 22       | von Wilhelm Fürchtegott Jehmlich (1826-1874), Bruder von Carl Eduard Jehmlich, nicht erhalten; 1956 Orgelneubau durch Hermann Eule aus Bautzen, op. 303 → Orgel                                                       |
| 1866 | 45            | Dahlen (Sachsen)             | Unser Lieben Frauen                          |      | II/P       | 29       | → Orgel |
| 1868 | 47            | Gersdorf                     | Marienkirche                                 |      | II/P       | 31       | von Wilhelm Fürchtegott Jehmlich, erhalten → Orgel |
| 1869 | 51            | Pirna                        | St. Kunigunde                                |      | II/P       | 17       | → Orgel |
| 1871 | 54            | Freital-Deuben               | Christuskirche                               |      | II/P       | 30       | → Orgel |
| 1873 | 55            | Niedercunnersdorf            | Kirche Niedercunnersdorf                     |      | II/P       | 18       | → Orgel |
| 1874 | 56            | Niederoderwitz               | Kirche Niederoderwitz                        |      | III/P      | 50       | mehrmals erweitert, überholt und gereinigt |
| 1878 | 60            | Ostritz                      | Mariä Himmelfahrt                            |      | II/P       | 24       | → Orgel |
| 1878 | 62            | Plauen bei Dresden           | Kirche zu Plauen                             |      | II/P       | 20       | 1902 beim Kirchenneubau abgebrochen und durch eine neue Jehmlich-Orgel ersetzt. |
| 1880 | 64            | Radeburg                     | Stadtkirche                                  |      | II/P       | 21       | → Orgel |
| 1880 | 65            | Chemnitz                     | Paulikirche                                  |      | III/P      | 46       | von Carl Eduard Jehmlich, nicht erhalten → Orgel |
| 1880 | 66            | Dresden-Löbtau               | Interimskirche                               |      | II/P       | 14       | 1894 umgesetzt nach Lawalde, Evangelische Kirche → Orgel |
| 1884 | 75            | Olbersdorf                   | Evangelisch-Lutherische Kirche               |      | II/P       | 25       | von Carl Eduard Jehmlich; 1984 umgesetzt nach Stollberg (Erzgebirge) → Orgel |
| 1885 | 77            | Kötzschenbroda               | Friedenskirche zu Radebeul                   |      | II/P       | 26       | Erweiterung 1898, 1927/1928 Bau des Freipfeifenprospekts und Erweiterung um ein III. Manual, danach weitere Veränderungen, Restaurierung im Jahr 2000 durch Jehmlich, seither III/P/51                                |
| 1886 | 79            | Bogatynia-Krzewina           | Katholische Kirche                           |      | II/P       | 15       | → Orgel |
| 1887 | 82 504 (1937) | Dresden (Äußere Neustadt)    | Martin-Luther-Kirche                         |      | II/P III/P | 33 51+2  | mehrfach erneuert und erweitert, heute III/P/57 + 3 Tr. → Orgel |

### 3. Generation: Gebrüder Jehmlich (Bruno & Emil)
| Jahr            | Opus                      | Ort                                   | Kirche/Bauwerk                                                                                              | Bild | Manuale           | Register                         | Bemerkungen |
| --------------- | ------------------------- | ------------------------------------- | --- | ---- | ----------------- | -------------------------------- | --- |
| 1889            | 89                        | Chemnitz                              | Johanniskirche                                                                                              |      | II/P              | 21                               | von Gebrüder Jehmlich (Bruno & Emil), nicht erhalten → Orgel |
| 1890            | 91                        | Zittau                                | Mariä Heimsuchung                                                                                           |      | II/P              | 24                               | von Gebrüder Jehmlich (Bruno & Emil), nicht erhalten → Orgel |
| 1890            | 92                        | Grimma                                | Frauenkirche                                                                                                |      | II/P              | 25                               | 1928 baute die Firma Eule die Jehmlich-Orgel grundlegend auf 30 Register um (Eule-Herstellungsverzeichnis: Opus 167) |
| 1891            | 96                        | Dresden-Pillnitz                      | Weinbergkirche                                                                                              |      | II/P              | 12                               | Auftrag 1889 für 4200 Mark, Weihe 1891, eine der ersten pneumatischen Orgeln Sachsens, 1907 Reparatur, 1918 Abgabe der zinnernen Prospektpfeifen, ab 1976 Verfall, Rekonstruktion 1997 durch Orgelbau Ekkehart Groß und Johannes Soldan. |
| 1892            | 101 482 690 875           | Radebeul                              | Lutherkirche                                                                                                |      | II/P III/P (1954) | 26 34 (1934) 59 (1954) 35 (2010) | 1892 Orgelneubau durch Gebrüder Jehmlich (Bruno & Emil), Dresden, op. 101; 1934 Erweiterungsumbau durch Gebrüder Jehmlich (Bruno & Emil), Dresden, op. 482; 1953–1968 Orgelneubau durch Gebrüder Jehmlich (Otto & Rudolf), Dresden, op. 690, in 3 Bauabschnitten; 1968 Umdisponierung durch Gebrüder Jehmlich (Otto & Rudolf), Dresden, op. 875 → Orgel |
| 1894            | 108, 412                  | Dresden-Blasewitz                     | Heilig-Geist-Kirche                                                                                         |      | II/P              | 28                               | 1969 abgebrochen → Orgel |
| 1895            | 112                       | Chemnitz                              | St. Markus                                                                                                  |      | III/P             | ca. 45                           | Nicht erhalten. Die Zinnpfeifen der Orgel wurden 1917 als kriegstaugliches Material entfernt und eingeschmolzen. |
| 1896            | 120                       | Augustusburg                          | Stadtkirche St. Petri                                                                                       |      | II/P              | 40                               | → Orgel |
| 1896            |                           | Hohenfichte                           | Evangelische Kirche                                                                                         |      | II/P              | 22                               | Die 1896 erbaute Orgel wurde 1940 durch die Gebrüder Otto & Rudolf Jehmlich auf 29 Register erweitert. → Orgel |
| 1896            | 122                       | Dresden-Plauen                        | Königliches Lehrer-Seminar, Aula                                                                            |      | II/P              | 20                               | verschollen → Orgel |
| 1896            | 123                       | Dresden-Plauen                        | Königliches Lehrer-Seminar, Singesaal                                                                       |      | II/P              | 10                               | nicht erhalten → Orgel |
| 1897            | 127                       | Riesa                                 | Trinitatiskirche                                                                                            |      | III/P             | 61                               | |
| 1897            | 133                       | Dresden-Pirnaische Vorstadt           | Vereinshaus                                                                                                 |      | III/P             | 50                               | + 5 Ext.; 1945 Kriegsverlust → Orgel |
| 1898            | 141                       | Dresden-Südvorstadt                   | Stadtvilla Karl August Lingner                                                                              |      | II/P              | 23                               | nicht erhalten → Orgel |
| 1899 oder 1904  | 143                       | Dresden-Bühlau                        | St.-Michaels-Kirche                                                                                         |      | II/P              | 22                               | → Orgel |
| 1899            |                           | Sehmatal-Sehma                        | Pauluskirche                                                                                                |      | II/P              | 20                               | 1934 umgebaut, 2005 ersetzt, Prospekt erhalten → Orgel |
| 1899            | 146                       | Lößnitz                               | Johannis-Kirche                                                                                             |      | III/P             | 55                               | → Orgel |
| 1899            | 151                       | Dresden-Striesen                      | Freimaurerinstitut                                                                                          |      | II/P              | 14                               | Kriegsverlust → Orgel |
| 1900            | 155                       | Annaberg-Buchholz                     | Evangelische Schulgemeinschaft Erzgebirge, Mauersberger-Aula (bis 1922 Königlich Sächsisches Lehrerseminar) |      | II/P              | 20                               | 2001/2002 durch Jehmlich Orgelbau restauriert → Orgel |
| 1900            | 157                       | Dresden-Neustadt                      | Garnisonkirche St. Martin                                                                                   |      | III/P             | 52                               | 1951 50 Register, 1969 abgebrochen → Orgel |
| 1900            | 158                       | Dresden-Neustadt                      | Garnisonkirche St. Martin                                                                                   |      | II/P              | 21                               | → Orgel |
| 1900            | 159                       | Leipzig-Leutzsch                      | St. Laurentius                                                                                              |      | II/P              | 19                               | |
| 1900            | 160                       | Krummenhennersdorf                    | Kandlerkirche                                                                                               |      | II/P              | 17                               | → Orgel |
| 1901            | 162                       | Oelsnitz/Erzgeb.                      | Christuskirche                                                                                              |      | II/P              | 24                               | Orgelumbau. Das Instrument wurde 1959 durch eine Eule-Orgel ersetzt. → Orgel |
| 1901            | 163                       | Dresden-Albertstadt                   | Freiherrlich von Fletchersches Lehrerseminar                                                                |      | II/P              | 5                                | von Gebrüder Jehmlich (Bruno & Emil); 1945 Kriegsverlust → Orgel |
| 1901            |                           | Dresden                               | Kreuzkirche                                                                                                 |      | IV/P              | 91                               | am 13. Februar 1945 zerstört |
| 1901            | 168                       | Großenhain                            | Marienkirche                                                                                                |      | III/P             | 53                               | in dem veränderten Gehäuse von Johann Gottlieb Mauer (1778) → Orgel |
| 1901            | 169                       | Hainsberg                             | Hoffnungskirche                                                                                             |      | II/P              | 32                               | → Orgel; → Orgel |
| 1901            | 170                       | Wurzen                                | Stadtkirche St. Wenceslai                                                                                   |      | II/P              | 40                               | Die Orgel wurde 1977 letztmals genutzt; es gibt aktuell (2017) Bestrebungen diese Orgel zu sanieren (Kosten etwa 150.000–200.000 Euro). → Jehmlich Orgel Musiziert wird in der „Winterkirche“ im Altarraum seit 1999 auf einer Eule-Orgel. → Orgel |
| 1901            | 171                       | Dresden-Weißig                        | Kreuzkirche                                                                                                 |      | II/P              | 21                               | → Orgel |
| 1902            | 172                       | Plauen bei Dresden                    | Auferstehungskirche                                                                                         |      | III/P             | 47                               | Kosten (14.375 RM) trug Familie Bienert, Prospektpfeifen 1917 abgegeben, 1959 technisch erneuert, 1984 abgebrochen und durch Eule-Orgel ersetzt, dabei 9 Register der Orgel von 1902 weiterverwendet. → Orgel |
| 1902            | 175                       | Sebnitz                               | Peter und Paul                                                                                              |      | II/P              | 33                               | + 1 Tr. + 1 Ext. → Orgel |
| 1902            | 176                       | Grottau                               | Friedenskirche (Hrádek nad Nisou)                                                                           |      | II/P              | 18                               | → Orgel |
| 1902            | 177                       | Lichtenstein/Sa.                      | St. Laurentius                                                                                              |      | III/P             | 55                               | → Orgel |
| 1902            | 178                       | Naundorf (Sachsen)                    | Dorfkirche                                                                                                  |      | II/P              | 14                               | → Orgel |
| 1903            | 182 444 (1930) 593 (1940) | Dresden-Südvorstadt                   | Lukaskirche                                                                                                 |      | III/P             | 51                               | 1930 Erweiterungsbau (III/P/58), 1940 neues Positiv und Umdisponierung der Hauptorgel (III/P/61+2) → Orgel |
| 1903            | 185                       | Tautenhain                            | St.-Jacobi-Kirche                                                                                           |      | II/P              | 13                               | |
| 1903            | 183                       | Schönheide                            | Martin-Luther-Kirche                                                                                        |      | II/P              | 40                               | Neubau an Stelle einer Orgel von Johann Gottfried Trampeli → Orgel |
| 1903            | 191                       | Coswig (Sachsen)                      | Peter-Pauls-Kirche                                                                                          |      | III/P             | 43                               | + 3 Transmissionen → Orgel |
| 1904            | 198                       | Wiesa (Thermalbad Wiesenbad)          | St. Trinitatis                                                                                              |      | II/P              | 24                               | → Orgel |
| 1904            | 200                       | Wolkenburg-Kaufungen                  | St. Mauritius                                                                                               |      | II/P              | 22                               | → Orgel |
| 1904            | 207                       | Moritzburg                            | Moritzburger Kirche                                                                                         |      | II/P              | 25                               | |
| 1904            | 195                       | Pobershau                             | Evangelische Kirche                                                                                         |      | II/P              | 22                               | |
| 1905            | 216                       | Dresden-Leubnitz-Neuostra             | Kirche Leubnitz-Neuostra                                                                                    |      | II/P              | 29                               | → Orgel |
| 1904/05         | 224                       | Dresden-Strehlen                      | Christuskirche                                                                                              |      | III/P             | 61                               | 2015 konsequent auf den Ursprungszustand restauriert/rekonstruiert → Orgel |
| 1905            |                           | Chemnitz-Altendorf                    | St. Matthäus                                                                                                |      |                   |                                  | |
| 1905            | 218                       | Dresden-Striesen                      | Mariä Himmelfahrt                                                                                           |      | II/P              | 12                               | → Orgel |
| 1905            | 213                       | Friedrichswalde                       | Dorfkirche                                                                                                  |      | II/P              | 12                               | → Orgel |
| 1905            | 225                       | Chemnitz                              | Paulikirche                                                                                                 |      | III/P             | 80                               | von Gebrüder Jehmlich (Bruno & Emil) nicht erhalten, Erweiterungsumbau von op.65 von 46 auf 80 Register → Orgel |
| 1905            | 253                       | Lunzenau                              | St. Jakobus                                                                                                 |      | II/P              | 27                               | restauriert von Vogtländischer Orgelbau Thomas Wolf → Orgel |
| 1906            | 232                       | Pretzschendorf                        | Ev. Kirche                                                                                                  |      | II/P              | 28                               | → Orgel |
| 1906            | 233                       | Dresden-Seevorstadt-Ost/Großer Garten | Dritte Deutsche Kunstgewerbeausstellung Dresden                                                             |      | III/P             | 42                               | + 2 Tr. → Orgel |
| 1907            | 240                       | Dresden-Albertstadt                   | Freiherrlich von Fletchersches Lehrerseminar                                                                |      | II/P              | 21                               | Orgel von Gebrüder Jehmlich (Bruno & Emil); nicht erhalten (Kriegsverlust) → Orgel |
| 1906            | 241                       | Chemnitz                              | Kaufmännisches Vereinshaus                                                                                  |      | III/P             | 42                               | + 2 Tr. → Orgel |
| 1907            | 243                       | Dresden-Klotzsche                     | Christuskirche                                                                                              |      | II/P              | 28                               | → Orgel von Gebrüder Jehmlich (Bruno & Emil); erhalten → Orgel |
| 1907            | 253a                      | Falkenstein/Vogtl.                    | Kirche zum Heiligen Kreuz                                                                                   |      | II/P              | 50                               | → Orgel |
| 1908            | 254                       | Freital-Deuben                        | St. Joachim                                                                                                 |      | II/P              | 9                                | → Orgel |
| 1908            | 256a                      | Lichtentanne                          | Christuskirche                                                                                              |      | II/P              | 24                               | unverändert erhalten → Orgel |
| 1908            | 258                       | Chemnitz-Harthau                      | Lutherkirche                                                                                                |      | II/P              | 36                               | 1992 restauriert (1995 2. Manual) |
| 1908            | 264                       | Werdau                                | St. Marien                                                                                                  |      | III/P             | 57                               | + 2 Tr., nicht erhalten; 1985 Neubau durch Jehmlich → Orgel |
| 1908            | 267                       | Dresden                               | Salonorgel in der Villa von Ernst Münch                                                                     |      | II/P              | 7                                | 1929 umgesetzt in die Dorfkirche von Altoschatz → Orgel |
| 1909            | 271                       | Glauchau                              | Lutherkirche                                                                                                |      | II/P              | 26                               | → Orgel |
| 1909            | 274                       | Dresden-Loschwitz                     | Lingnerschloss                                                                                              |      | III/P             | 47                               | 2 Transmissionen, Glockenspiel, integrierter Bechstein-Flügel; nicht erhalten → Orgel |
| 1909            | 277                       | Dresden-Johannstadt                   | Herz-Jesu-Kirche                                                                                            |      | III/P             | 34, 2 Transmissionen,1 Auszug    | → Orgel |
| 1909            | 269                       | Culmitzsch                            | evangelische Kirche                                                                                         |      | II/P              | 17                               | → Orgel |
| 1909            | 283                       | Strehla                               | Stadtkirche Corporis Christi                                                                                |      | II/P              | 24                               | → Orgel |
| 1909            | 285                       | Wüstenbrand                           | Dorfkirche                                                                                                  |      | II/P              | 25                               | → Orgel |
| 1910            | 287                       | Leipzig-Lindenau                      | Philippuskirche                                                                                             |      | III/P             | 63                               | → Orgel; → Orgel |
| 1910            | 298                       | Meißen-Spaar                          | Auferstehungskapelle                                                                                        |      | I/P               | 5                                | → Orgel |
| 1911            | 303                       | Ruhla                                 | Concordiakirche                                                                                             |      | III/P             | 35                               | 2011 Restaurierung durch Orgelbau Kutter → Orgel |
| 1911            | 304                       | Stadt Wehlen                          | Stadtkirche                                                                                                 |      | II/P              | 17                               | → Orgel |
| 1911            | 308                       | Dresden-Leipziger Vorstadt            | St.-Pauli-Friedhof                                                                                          |      | II/P              | 10                               | Der Dresdner St.-Pauli-Friedhof wurde 2016 langfristig geschlossen. Die Feierhalle auf dem St. Pauli-Friedhof übernahm 2025 die Koptische Kirche. → Orgel |
| 1911            | 309                       | Greiz-Reinsdorf                       | Dreifaltigkeitskirche                                                                                       |      | II/P              | 23                               | → Orgel |
| 1911            | 311                       | Ostritz                               | Kloster Marienthal                                                                                          |      | II/P              | 17                               | nicht erhalten → Orgel |
| 1912            | 320                       | Rodewisch                             | St.-Petri-Kirche                                                                                            |      | II/P              | 40                               | nicht erhalten → Orgel |
| 1912            | 321                       | Nerchau, heute Ortsteil von Grimma    | St. Martin                                                                                                  |      | II/P              | 17                               | umfassender Umbau der Orgel der Firma Beyer (1830) → Orgel |
| 1912            | 324                       | Dresden-Südvorstadt                   | Zionskirche                                                                                                 |      | III/P             | 51                               | → Orgel |
| 1913            | 333                       | Gersdorf                              | Marienkirche                                                                                                |      | II/P              | 44                               | Orgel von Gebrüder Jehmlich (Bruno & Emil) → Orgel |
| 1913            | 335                       | Chemnitz                              | Johanniskirche                                                                                              |      | III/P             | 44                               | + 6 Tr. Orgel von Gebrüder Jehmlich (Bruno & Emil) → Orgel |
| 1913            | 344                       | Hänichen b. Leipzig                   | Hainkirche St. Vinzenz                                                                                      |      | II/P              | 16                               | → Orgel |
| 1913            | 347                       | Dresden-Klotzsche                     | Alte Kirche                                                                                                 |      | II/P              | 13                               | Orgel von Gebrüder Jehmlich (Bruno & Emil) → Orgel |
| 1914            | 348                       | Aue-Zelle                             | Friedenskirche                                                                                              |      | II/P              | 32                               | → Orgel |
| 1914            | 354                       | Stollberg/Erzgeb.                     | St. Jakobi                                                                                                  |      | II/P              | 40                               | + 1 Tr.; von Anton Jehmlich. 1914 erweitert von den Gebrüdern (Bruno & Emil) Jehmlich als op. 354. Seit 1970 Verschlechterung der Funktionstüchtigkeit der Orgel. 1984 ersetzt durch eine Orgel von Carl Eduard Jehmlich aus Olbersdorf, erbaut als op. 75, die dem Braunkohletagebau weichen musste. → Orgel                                           |
| 1916            | 367                       | Scuol                                 | Schloss Tarasp                                                                                              |      | III/P             | 39                               | im Nebenraum des Saals aufgestellt, 1979 instand gesetzt und 1993 restauriert → Orgel |
| 1916            | 368                       | Berlin                                | Hausorgel Heyland                                                                                           |      | II                | 6                                | 1949 nach Eibenstock umgesetzt als op. 648 → Orgel |
| 1917            | 369a                      | Thermalbad Wiesenbad                  | Friedenskapelle                                                                                             |      | II/P              | 14                               | + 1 Tr. → Orgel |
| 1917            |                           | Schmölln                              | Stadtkirche St. Nicolai                                                                                     |      | III/P             | 54                               | 2010 in den Ursprungszustand rekonstruiert → Orgel |
| 1918            |                           | Limbach-Oberfrohna                    | Stadtkirche                                                                                                 |      | II/P              | 28                               | 1983 ersetzt, einige Holzpfeifen übernommen |
| 1921            | 387                       | Chemnitz-Wittgensdorf                 | Ev. Dorfkirche                                                                                              |      | II/P              | 28                               | → Orgel |
| 1922            | 391                       | Thalheim/Erzgeb.                      | Ev. Kirche                                                                                                  |      | III/P             | 46                               | → Orgel |
| 1925            | 403                       | Hohenstein-Ernstthal                  | St. Christophori                                                                                            |      | II/P              | 15                               | → Orgel |
| 1926            | 407                       | Weesenstein                           | Schlosskapelle Weesenstein                                                                                  |      | II/P              | 15                               | → Orgel |
| 1926            | 409                       | Wilkau-Haßlau                         | Michaeliskirche                                                                                             |      | II/P              | 24                               | technischer Neubau einer Orgel von Guido Herman Schäf, 1970 durch Schuster umdisponiert → Orgel |
| 1926            | 408                       | Pößneck                               | Stadtkirche Pößneck                                                                                         |      | III/P             | 54                               | Erweiterung der Kreutzbach-Orgel von 39 auf 54 Register, saniert 2015 → Orgel |
| 1927            |                           | Bad Schandau                          | St.-Johannis-Kirche                                                                                         |      |                   |                                  | Ersetzte eine ältere Orgel von Eule von 1876/1877 |
| 1927+1936       | 420 495                   | Dresden-Cotta                         | Heilandskirche                                                                                              |      | III/P             | 44                               | Die Orgel entstand 1927 im ersten Bauabschnitt mit 2 Manualen, Pedal und 21 Registern. Spieltisch und technische Anlagen waren vorbereitet für 3 Manuale und Pedal mit 44 Registern. 1936 erfolgte der 2. Bauabschnitt der Orgel. → Orgel |
| 1927            | 421                       | Bad Schandau                          | St.-Johannis-Kirche                                                                                         |      | II/P              | 38                               | + 2 Tr. → Orgel |
| 1927/28         | 423                       | Kötzschenbroda                        | Friedenskirche                                                                                              |      | III/P             | 52                               | Erweiterung und Umbau einer Orgel von 1885, 1999–2000 Sanierung durch die Erbauerfirma → Orgel |
| 1927            | 425a                      | Dorfhain                              | Evangelisch-Lutherische Kirche                                                                              |      | II/P              | 15                               | 1927 wurde die Orgel von Julius Jahn aus dem Jahr 1879 durch die Gebrüder Jehmlich (Bruno & Emil) modernisiert und erhielt eine pneumatische Traktur und einen seitlichen Anbau. Orgel nicht erhalten. → Orgel |
| 1927            | 426                       | Lichtenhain (Sebnitz)                 | Evangelisch-Lutherische Kirche                                                                              |      | II/P              | 13                               | → Orgel |
| 1927            | 430                       | Chemnitz                              | Paulikirche                                                                                                 |      | III/P             | 85                               | Gebrüder Jehmlich (Bruno & Emil) Erweiterungsumbau von op.65 und op.225 auf 85 Register, Kriegsverlust → Orgel |
| 1928/1929       | 433                       | Oelsa                                 | Dorfkirche                                                                                                  |      | II/P              | 16                               | 1985 renoviert → Orgel |
| 1929            | 435                       | Chemnitz                              | Georgius-Agricola-Gymnasium                                                                                 |      | II/P              | 18                               | Ohne Prospekt. Nach notdürftiger Reparatur der Kriegsschäden bis 1970 bespielbar. Rekonstruktion 2000/2001 durch Jehmlich Orgelbau |
| 1929            | 437                       | Leipzig                               | Gnadenkirche Wahren                                                                                         |      | II/P              | 22                               | 1958 und 1984/84 sowie 1994 umdisponiert, 2017 saniert → Orgel |
| 1929            | 440                       | Kirche Altoschatz                     | Dorfkirche                                                                                                  |      | II/P              | 9                                | → Orgel |
| 1930            | 442                       | Oelsnitz (Vogtland)                   | St. Jakobi                                                                                                  |      | III/P             | 63                               | + 2 Tr. → Orgel |
| 1929–1930, 1937 | 447                       | Meißen                                | Frauenkirche                                                                                                |      | III/P             | 56                               | Neubau unter Einbeziehung von 11 Registern der Vorgängerorgel von Johann Christian Kayser (1810), 1937 erweitert und umdisponiert, nach dem Weltkrieg umgebaut, 2017–2021 durch Jehmlich restauriert und auf den Zustand von 1937 rekonstruiert |
| 1931            | 460                       | Oberlungwitz                          | St. Martin                                                                                                  |      | III/P             | 51                               | → Orgel |
| 1931            | 461                       | Mittweida                             | Unser Lieben Frauen (Mittweida)                                                                             |      | III/P             | 73                               | Umbau der Orgel von Friedrich Ladegast → Orgel |
| 1932            | 465                       | Wurzen                                | Dom St. Marien                                                                                              |      | III/P             | 49                               | 1998–2001 und 2007 Erneuerung und Erweiterung durch die Orgelwerkstatt Christian Reinhold auf 49 Register und 7 Transmissionen/Auszüge sowie Nebenregister → Orgel |
| 1932            | 466                       | Wernesgrün                            | Dorfkirche                                                                                                  |      | II/P              | 11                               | Gebrüder Jehmlich, (Bruno & Emil), erhalten → Orgel |
| 1933            | 468                       | Stürza                                | Dorfkirche                                                                                                  |      | II/P              | 10                               | Gebrüder Jehmlich, (Bruno & Emil), erhalten, das Orgelgehäuse ist von der Vorgängerorgel von Wilhelm Leberecht Herbrig. → Orgel |
| 1933            | 474                       | Oschatz                               | St. Aegidien                                                                                                |      | III/P             | 55                               | von Carl Gottlieb Jehmlich erbaut, erweitert von Gebrüder Jehmlich (Bruno & Emil), erhalten → Orgel |
| 1937            | 505                       | Bockwitz                              | Christus-König-Kirche                                                                                       |      |                   |                                  | 1972 wegen Baufälligkeit abgerissen. |
| 1937            | 550                       | Meißen                                | Frauenkirche                                                                                                |      | III/P             | 57                               | + 2 Tr., Neubau unter Einbeziehung von 11 Registern der Vorgängerorgel von Johann Christian Kayser (1810); 1937 erweitert und umdisponiert, nach dem Weltkrieg umgebaut, 2017–2021 durch Jehmlich restauriert und auf den Zustand von 1937 rekonstruiert, 2025 Register Porcellanflöte 8′ ergänzt → Orgel                                               |
| 1937            | 551                       | Oberpöllnitz                          | St. Margaretha                                                                                              |      | II/P              | 13                               | mit Material der Vorgängerorgel von Carl Friedrich Zillgitt (1902), zwischenzeitlich unspielbar, 2017–2018 restauriert → Orgel |

### 4. Generation: Gebrüder Jehmlich (Otto & Rudolf)
| Jahr      | Opus | Ort                       | Kirche/Bauwerk                                                   | Bild | Manuale           | Register | Bemerkungen |
| --------- | ---- | ------------------------- | ---------------------------------------------------------------- | ---- | ----------------- | -------- | --- |
| 1938      | 564  | Dresden Innere Neustadt   | Christian Science                                                |      | II/P              | 14       | nicht erhalten → Orgel |
| 1938      | 565  | Chemnitz-Reichenbrand     | Johanneskirche                                                   |      | III/P             | 48       | Carl Gottlieb Jehmlich erbaut 1838, erweitert 1938 durch Gebrüder Jehmlich (Otto & Rudolf) → Orgel |
| 1940      | 578  | Werdau                    | St.Marien                                                        |      | III/P             | 68       | + 2 Tr., Erweiterungsumbau durch Jehmlich; nicht erhalten → Orgel |
| 1939      | 580  | Wurzen                    | Herz-Jesu-Kirche                                                 |      | II/P              | 16       | → Orgel |
| 1940      | 587  | Freyburg an der Unstrut   | St. Marien                                                       |      | II/P              | 25       | 1940 Umdisponierung der Geißler-Orgel durch Gebrüder Jehmlich → Orgel |
| 1940      | 592  | Weira                     | St. Nikolaus                                                     |      | II/P              | 12       | mit Material der Vorgängerorgel → Orgel |
| 1941      | 602  | Lockwitz                  | Schlosskirche Lockwitz                                           |      | II/P              | 23       | → Orgel |
| 1941      | 604  | Polevsko (Blottendorf)    | Nejsvětější Trojice (Dreifaltigkeitskirche)                      |      | I/P               | 10       | von Gebrüder Jehmlich (Otto & Rudolf), Dresden; erhalten → Orgel |
| 1941      | 607  | Dresden Innere Neustadt   | St. Franziskus Xaverius                                          |      | II/P              | 24       | von Gebrüder Jehmlich (Otto & Rudolf), Dresden; nicht erhalten → Orgel |
| 1942      | 611  | Pirna                     | Hausorgel Familie Kreysig                                        |      | II/P              | 7        | seit 2002 in der Friedhofskapelle Pirna (Bild) → Orgel |
| 1942      | 613  | Oschatz                   | Robert-Härtwig-Schule, Aula                                      |      | II/P              | 23       | → Orgel |
| 1944      | 621  | Kalisz                    | Sanktuarium Sw. Józefa                                           |      | II/P              | 27       | → Orgel |
| 1944      | 625  | Gdynia                    | Stadthalle                                                       |      | IV/P              | 64       | 1950 als op. 625a in die Nationalphilharmonie Warschau umgesetzt, 2000 abgebaut und in Einzelteilen verkauft, 2001 durch Karl Schuke-Orgel unter Weiterverwendung des Holzunterbaus von Jehmlich ersetzt                        |
| 1946      | 627  | Dresden-Südvorstadt       | St. Paulus                                                       |      | II/P              | 18       | → Orgel |
| 1947      | 631  | Dresden-Cotta             | Immanuelkirche                                                   |      | II/P              | 17       | → Orgel |
| 1947      | 632  | Oelsnitz/Erzgeb.          | Gemeindesaal                                                     |      | I/P               | 10       | → Orgel |
| 1948      | 633  | Leipzig                   | Kongreßhalle                                                     |      | II/P              | 32       | in den 1990er Jahren bei einer Entrümpelungsaktion verschwunden, Verbleib unklar, nur der Spieltisch wurde in einer Kirche wiedergefunden.                                                                                      |
| 1949      | 640  | Dresden-Altstadt          | Staatsschauspiel Dresden                                         |      | II/P              | 26       | → Orgel |
| 1949      | 645  | Rosenthal                 | Wallfahrtskirche                                                 |      | III/P             | 40       | 1994/1995 restauriert |
| 1949      | 646  | Dresden-Altstadt          | Reformierte Kirche                                               |      | II/P              | 19       | nicht erhalten, 1999 abgebrochen → Orgel |
| 1949      | 648  | Eibenstock                | Gemeindesaal                                                     |      | II                | 6        | 2003 umgesetzt nach Liptitz → Orgel. |
| 1949-1950 | 655  | Burkersdorf               | Dorfkirche                                                       |      | II/P              | 16       | → Orgel |
| 1950      | 651  | Klingenberg (Sachsen)     | Evangelisch-lutherische Kirche                                   |      | II/P              | 14       | → Orgel |
| 1951      | 641  | Oelsnitz                  | St. Barbara                                                      |      | II/P              | 26       | → Orgel |
| 1951      | 663  | Dresden-Trachau           | Heidefriedhof (Dresden)-Feierhalle                               |      | II                | 17       | → Orgel |
| 1952      | 664  | Dresden-Gruna             | Thomaskirche                                                     |      | I                 | 5 1/2    | 1952 nach Dresden/Friedrichstadt, Matthäuskirche umgesetzt. 2011 erhielt das nun nicht mehr gebrauchte Positiv die Dresdner Annenkirche. Das Pedalregister 8′ wurde samt Pedalklaviatur entfernt. → Orgel                       |
| 1952      | 667  | Dresden-Gruna             | Thomaskirche                                                     |      | II/P              | 16       | → Orgel |
| 1952      | 670  | Dresden-Gruna             | Thomaskirche                                                     |      | I                 | 6        | 1952 nach Dresden/Friedrichstadt, Matthäuskirche umgesetzt und erweitert auf I/6. 2011 erhielt das nun nicht mehr gebrauchte Positiv die Dresdner Annenkirche. Das Pedalregister 8′ wurde samt Pedalklaviatur entfernt. → Orgel |
| 1951      | 675  | Dresden-Gittersee         | Paul-Gerhardt-Kirche (Dresden)                                   |      | II                | 7        | Johannes Jahn, Orgel von 1910 (Seminar Nossen), 1951 von den Gebrüdern Jehmlich (Otto & Rudolf) umgesetzt nach Dresden-Gittersee und überarbeitet als op.675 → Orgel                                                            |
| 1952      | 678  | Aue                       | Mater Dolorosa                                                   |      |                   |          | |
| 1953      | 682  | Jützenbach                | St. Johannes der Täufer                                          |      | II/P              | 24       | Gebrüder Jehmlich (Otto & Rudolf), Restaurierung 2019–20 Jehmlich Orgelbau Dresden → Orgel |
| 1953      | 684  | Hoyerswerda               | Kath. Pfarrkirche Heilige Familie                                |      | II/P              | 30       | → Orgel |
| 1954      | 698  | Plauen                    | Erlöserkirche (Plauen)                                           |      | III/P             | 32       | → Orgel |
| 1954      | 703  | Lengenfeld (Vogtland)     | St. Ägidius, Gemeindesaal                                        |      | I                 | 5        | → Orgel |
| 1954      | 713  | Dresden-Innere Altstadt   | Kreuzkirche, Heinrich-Schütz-Kapelle                             |      | I/P               | 8        | 2005 abgebaut → Orgel |
| 1956      | 718  | Dresden-Blasewitz         | Hochschule für Kirchenmusik                                      |      | II/P              | 8        | Vormals im Gemeindesaal der Heilig-Geist-Kirche in Dresden-Blasewitz. Seit 2016 in der Hochschule für Kirchenmusik. → Orgel |
| 1956      | 721  | Dresden-Weißer Hirsch     | St. Hubertus                                                     |      | II/P              | 11       | → Orgel |
| 1956      | 719  | Zwickau                   | St.-Marien-Kirche                                                |      | I                 | 4        | Positiv in der Kapelle → Orgel |
| 1956      | 723  | Schwarzheide-Ost          | Viktoria Kapelle                                                 |      | I                 | 4        | Positiv von Ortrand St.Jakobus nach Schwarzheide-Ost, Viktoria-Kapelle 2018 umgesetzt → Orgel |
| 1955–1957 | 716  | Ilfeld                    | St.-Georg-Marien                                                 |      | II/P              | 27       | seit 2024 als Orgelstudio rundum zugänglich – Arbeiten durch Fa. Hüfken ausgeführt → Orgel |
| 1957      | 729  | Elbingerode               | St. Jakobi                                                       |      | II/P              | 7        | Kleinorgel |
| 1957      | 737  | Oranienburg               | Stadtkirche St. Nicolai                                          |      | II/P              | 12       | erbaut für Georgenkirche Bad Freienwalde, 1972 Umsetzung durch Orgelbau Fahlenberg → Orgel → Orgel |
| 1957      | 740  | Dresden                   | Kreuzkirche                                                      |      | I/P               | 8        | das Instrument wurde 1957 als Chororgel für die Dresdner Kreuzkirche erbaut und kam 2022 nach Borsdorf in die evangelisch-lutherische Kirche. → Orgel                                                                           |
| 1958      | 750  | Dresden                   | St. Petri                                                        |      | II/P              | 27       | → Orgel |
| 1958      | 755  | Ruppendorf                | Dorfkirche                                                       |      | II/P              | 11       | Orgel stand vormals in der Kreuzkirche Dresden als Altarorgel und wurde 2003 nach Ruppendorf umgesetzt. → Orgel |
| 1959      | 763  | Dresden-Leubnitz-Neuostra | Evangelisch-Lutherische-Kirche, Gemeindehaus, Christophorus Saal |      | I                 | 4        | → Orgel |
| 1959      | 764  | Glashütte (Sachsen)       | St. Christophorus                                                |      | I                 | 4        | Kirche 2017 geschlossen und verkauft an Uhrenfabrik. Orgel 2022 nach Dubí/Cínovec, Katholische Kirche Mariä Himmelfahrt → Orgel                                                                                                 |
| 1959      | 767  | Volkstedt (Rudolstadt)    | Dorfkirche Volkstedt (Rudolstadt)                                |      | II/P              | 12       | → Orgel |
| 1960      |      | Västanfjärd (FI)          | Neue Kirche                                                      |      | II/P              | 15       | → Orgel |
| 1961      | 769  | Friedrichroda             | St. Blasius                                                      |      | II/P              | 23       | 2011 Restaurierung durch Orgelbau Kutter → Orgel |
| 1961      | 797  | Aue                       | St. Nicolai                                                      |      | III/P             | 36       | → Orgel |
| 1962      | 699  | Glauchau                  | Mariä Himmelfahrt                                                |      | III/P             | 26       | → Orgel |
| 1962      | 783  | Wilsdruff                 | St. Pius X                                                       |      | I/P               | 7        | → Orgel |
| 1963      | 800  | Dresden                   | Kreuzkirche                                                      |      | IV/P              | 76       | seit 2008 80 Register → Orgel |
| 1964      | 814  | Dresden-Johannstadt       | St. Joseph-Stift                                                 |      | I                 | 4        | → Orgel |
| ca. 1963  | 816  | Blankenstein (Saale)      | Friedhofskapelle                                                 |      | I/P               | 6        | → Orgel |
| 1965      | 830  | Dresden                   | Neuapostolische Kirche                                           |      | II/P              | 24       | → Orgel |
| 1965      | 836  | Bad Lobenstein            | St. Michaelis                                                    |      | II/P              | 21       | Peternell-Prospekt von 1866 → Orgel |
| 1965      | 837  | Berlin-Friedrichshain     | St.-Antonius-Kirche                                              |      | II/P              | 24       | → Orgel |
| 1958–1966 | 725  | Plauen                    | Johanniskirche                                                   |      | III/P             | 48       | → Orgel |
| 1966      | 842  | Dresden-Weißer Hirsch     | Ev.-Luth. Kirche                                                 |      | II/P              | 16       | → Orgel |
| 1965      | 843  | Neustadt                  | St. Simon und Judas                                              |      | II/P              | 18       | → Orgel |
| 1966      | 846  | Hirschfeld (Sachsen)      | St. Michaelis                                                    |      | II/P              | 19       | → Orgel |
| 1967      | 872  | Oschatz                   | Oschatz, Klosterkirche                                           |      | I                 | 4        | → Orgel |
| 1968      | 806  | Wolgast                   | Herz-Jesu-Kirche                                                 |      | II/P              | 7        | |
| 1968      | 835  | Niederorschel             | St. Marien                                                       |      | II/P              | 22       | |
| 1968      | 847  | Bad Schmiedeberg          | Kath. Kirche                                                     |      | I/P               | 7        | |
| 1968      | 869  | Dresden-Strehlen          | St. Petrus                                                       |      | II/P              | 16       | → Orgel |
| 1969      | 883  | Leipzig                   | Ref. Kirche                                                      |      | II/P              | 22       | 2015 bei einer Grundüberholung leicht umdisponiert und durch zwei neue Register im HW auf 24 Register erweitert |
| 1969      | 884  | Reinsdorf (Sachsen)       | Ev.-methodistische Erlöserkirche                                 |      | II/P              | 10       | → Orgel |
| 1969      | 894  | Celle \| Neustadt/Heese   | Pauluskirche                                                     |      | II/P              | 15       | → Orgel |
| 1969/70   | 892  | Wilsdruff                 | St. Nicolai                                                      |      | II/P              | 26       | → Orgel |
| 1970      | 898  | Dresden-Striesen          | Versöhnungskirche, Gemeindesaal                                  |      | II/P              | 20       | → Orgel |
| 1970      | 905  | Dresden                   | Kulturpalast, Großer Saal                                        |      | II/P              | 24       | Umsetzung durch die Erbauerfirma 2015 nach Cottbus in die Propsteikirche → Orgel |
| 1970      | 906  | Reichenow-Möglin          | Dorfkirche Reichenow                                             |      | I/P               | 6        | |
| 1970      | 912  | Dresden-Laubegast         | Christophorus-Kirche                                             |      | I/P               | 5        | → Orgel |
| 1971      | 895  | Wustrow                   | Kirche Wustrow                                                   |      | II/P              | 14       | → Orgel |
| 1971      | 909  | Bad Liebenstein           | Friedenskirche                                                   |      | II/P              | 15       | |
| 1971      | 920  | Borsdorf                  | Diakonissen-Mutterhaus, Positiv                                  |      | I/Pedal angehängt | 4        | → Orgel |
| 1971      |      | Zschorlau                 | Dorfkirche Zschorlau                                             |      | II/P              | 20       | → Orgel |
| 1972      | 907  | Berlin-Baumschulenweg     | St. Anna                                                         |      | II/P              | 13       | → Orgel |

### 5. Generation: Horst Jehmlich
| Jahr    | Opus | Ort                                         | Kirche/Bauwerk                                  | Bild | Manuale            | Register | Bemerkungen |
| ------- | ---- | ------------------------------------------- | ----------------------------------------------- | ---- | ------------------ | -------- | --- |
| 1972    | 916  | Eisenach                                    | St. Elisabeth                                   |      | II/P               | 18       | von VEB Jehmlich Orgelbau Dresden |
| 1972    | 931  | Haugesund (Norwegen)                        | Rossabø Kirke                                   |      | III/P              | 26       | → Orgel |
| 1973    | 933  | Berlin-Pankow                               | St. Augustinus                                  |      | II/P               | 26       | → Orgel |
| 1973    | 934  | Aurich-Oldendorf                            | St.-Petri-Kirche                                |      | I/P                | 9        | → Orgel |
| 1973    | 935  | Sveio (Norwegen)                            | Sveio kirke                                     |      | I/P                | 9        | → Orgel |
| 1973    | 936  | Berlin-Prenzlauer Berg                      | Gethsemanekirche                                |      | II/P               | 25       | → Orgel |
| 1973    | 937  | Chemnitz-Altchemnitz                        | St.-Michaelis-Kirche                            |      | II/P               | 15       | |
| 1973    | 938  | Heiden (Lage)                               | Evangelisch-reformierte Kirche Heiden           |      | II/P               | 20       | → Orgel |
| 1974    | 944  | Stavanger (Norwegen)                        | Sørbø Kapell                                    |      | I/P                | 4        | → Orgel |
| 1974    | 945  | Dirmingen                                   | Evangelische Kirche                             |      | II/P               | 15       | → Orgel |
| 1974    | 946  | Stavanger (Norwegen)                        | Frue Kirke (Hetlandskirken)                     |      | II/P               | 13       | → Orgel |
| 1974    | 947  | Bakkebø (Stadt Egersund) (Norwegen)         | Bakkebø Kirke                                   |      | II/P               | 15       | → Orgel |
| 1974    | 948  | Stavanger-Hundvåg (Norwegen)                | Hundvåg kapelle                                 |      | II/P               | 10       | → Orgel |
| 1974    | 949  | Stavanger-Madlamark (Norwegen)              | Madlamark kirke                                 |      | II/P               | 10       | → Orgel |
| 1974    | 950  | Schwarza                                    | St. Laurentius                                  |      | II/P               | 14       | im historischen Prospekt von 1739 → Orgel → Orgel |
| 1974    | 952  | Berlin-Blankenburg                          | Dorfkirche                                      |      | I/P                | 8        | → Orgel |
| 1972/75 | 927  | Meiningen                                   | Katholische Kirche Unsere Liebe Frau            |      | II/P               | 21       | von VEB Jehmlich Orgelbau Dresden |
| 1976    | 953  | Rodewisch                                   | St.-Petri-Kirche                                |      | II/P               | 27       | von VEB Jehmlich Orgelbau Dresden, Einweihung am 24. Oktober 1976 → Orgel |
| 1974    | 954  | Dresden-Cotta                               | Evangelisch-Freikirchliche Gemeinde (Baptisten) |      | II/P               | 16       | → Orgel |
| 1975    | 958  | Fjaera (Norwegen)                           | Faera kapell                                    |      | I                  | 5        | → Orgel |
| 1975    | 959  | Skånevik (Norwegen)                         | Skånevik kirke                                  |      | II/P               | 14       | → Orgel |
| 1976    | 960  | Chemnitz                                    | Stadthalle Chemnitz                             |      | IV/P               | 67       | 1972–1976 erbaut; 1976 Einbau in die Stadthalle → Orgel |
| 1975    | 963  | Enebakk (Norwegen)                          | Enebakk kirke                                   |      | II/P               | 16       | → Orgel |
| 1976    | 964  | Elmenhorst/Lichtenhagen                     | Dorfkirche                                      |      | II/P               | 16       | → Orgel |
| 1976    | 966  | Fyllingsdalen                               | Fyllingsdalen Kirke                             |      | II/P               | 16       | → Orgel |
| 1976    | 967  | Tønsberg (Norwegen)                         | Husøy Kirke                                     |      | I/P                | 7        | → Orgel |
| 1976    | 971  | Tysvaer-Førre oder Førresfjorden (Norwegen) | Førre Kirke                                     |      | II/P               | 14       | → Orgel |
| 1976    | 973  | Radebeul                                    | Betsaal der Kath.-Apostol. Gemeinde             |      | II                 | 7        | |
| 1977    | 978  | Stavanger (Norwegen)                        | St. Petri                                       |      | III/P              | 40       | → Orgel |
| 1977    | 980  | Leinefelde-Worbis                           | St. Nikolaus (Worbis)                           |      | II/P               | 21       | vom VEB Jehmlich Orgelbau Dresden → Orgel |
| 1977    | 981  | Riska-Sandnes (Norwegen)                    | Gamle Kirke                                     |      | II/P               | 11       | → Orgel |
| 1977    | 983  | Reumtengrün                                 | Kirche                                          |      | I/P                | 9        | → Orgel |
| 1978    | 988  | Naustdal (Norwegen)                         | Kirke                                           |      | II/P               | 25       | → Orgel |
| 1978    | 989  | Mo i Rana (Norwegen)                        | Ytteren Kirke                                   |      | II/P               | 20       | → Orgel |
| 1978    | 990  | Norheim (Norwegen)                          | Kirke                                           |      | II/P               | 22       | → Orgel |
| 1979    | 997  | Sofia (Bulgarien)                           | National Academy of Music                       |      | II/P               | 19       | → Orgel |
| 1979    | 998  | Fedje (Norwegen)                            | Fedje kyrkje                                    |      | II/P               | 16       | + 1 Tr.→ Orgel |
| 1979    | 999  | Helgheim (Norwegen)                         | Helgheim kyrkje                                 |      | II/P               | 16       | → Orgel |
| 1979    | 1000 | Magdeburg-Altstadt                          | Kloster Unser Lieben Frauen                     |      | IV/P               | 62       | → Orgel |
| 1980    | 1001 | Blankensee (Trebbin)                        | Johannische Kirche                              |      | II/P               | 32       | → Orgel |
| 1980    | 1004 | Borsdorf                                    | Diakonissenhaus, Kapelle Frauenheim             |      | II/P               | 13       | → Orgel |
| 1980    | 1005 | Stavanger-Tasta (Norwegen)                  | Tasta Kirke                                     |      | II/P               | 17       | → Orgel |
| 1980    | 1006 | Stavanger-Tjensvoll (Norwegen)              | Tjensvoll kirke                                 |      | II/P               | 19       | → Orgel |
| 1980    | 1008 | Sandnes (Norwegen)                          | Gravkapelle                                     |      | I/P                | 6        | → Orgel |
| 1981    | 1012 | Auerswalde (Lichtenau)                      | Kirche St. Ursula                               |      | II/P               | 22       | → Orgel |
| 1981    | 1014 | Stavanger (Norwegen)                        | Krematorium                                     |      | II/P               | 12       | → Orgel |
| 1981    | 1015 | Manger (Norwegen)                           | Manger kyrkje                                   |      | III/P              | 31       | → Orgel |
| 1981    | 1016 | Holsen (Norwegen)                           | Kyrkje                                          |      | I                  | 5        | → Orgel |
| 1981    | 1018 | Mühlhausen/Thüringen                        | St. Josef                                       |      | III/P              | 35       | Schleiflade, elektrische Ton- und Registertraktursysteme |
| 1981    | 1019 | Oslo (Norwegen)                             | Stovner Church                                  |      | II/P               | 21       | → Orgel |
| 1982    | 1021 | Lübben (Spreewald)                          | St. Trinitas                                    |      | I/P                | 6        | → Orgel |
| 1982    | 1022 | Chemnitz-Zentrum                            | Katholisch Apostolische Gemeinde                |      | II/P               | 22       | → Orgel |
| 1982    | 1023 | Førde (Sveio) (Norwegen)                    | Førde kyrkje                                    |      | II/P               | 12       | → Orgel |
| 1982    | 1027 | Florø (Westnorwegen)                        | Kirche von Florø                                |      | III/P              | 30       | → Orgel |
| 1984    | 1035 | Berlin-Mitte                                | Konzerthaus                                     |      | IV/P               | 74       | 1994 neue Setzeranlage und Zusatzregister |
| 1984    | 1036 | Lübbenau/Spreewald                          | St. Nikolai                                     |      | II/P               | 35       | → Orgel |
| 1985    | 1037 | Werdau                                      | St. Marien                                      |      | II/P               | 29       | Orgelneubau durch VEB Jehmlich Orgelbau Dresden → Orgel |
| 1984    | 1038 | Stranda-Hellesylt (Norwegen)                | Sunnylven kyrkje                                |      | II/P               | 12       | → Orgel |
| 1985    | 1042 | Wolfmannshausen                             | St. Ägidius                                     |      | II/P               | 15       | → Orgel |
| 1985    | 1047 | Budapest                                    | St. Anna                                        |      | III/P              | 37       | → Orgel |
| 1985    | 1048 | Molde/Myklebostad (Vistdal) (Norwegen)      | Kyrkje                                          |      | II/P               | 12       | → Orgel |
| 1985    | 1049 | Haukedalen (Norwegen)                       | Haukedalen Kyrkje                               |      | I                  | 4        | → Orgel |
| 1985    | 1051 | Dresden-Klotzsche                           | Heilig-Kreuz-Kapelle                            |      | I, Pedal angehängt | 5        | → Orgel |
| 1986    | 1052 | Görlitz                                     | Lutherkirche (Görlitz)                          |      | II/P               | 28       | → Orgel |
| 1985    | 1053 | Gratangen (Norwegen)                        | Gratangen kyrkje                                |      | II/P               | 12       | → Orgel |
| 1985    | 1055 | Hölstein                                    | Seminarhotel Leuenberg                          |      | I/P                | 8        | → Orgel |
| 1986    | 1056 | Greifswald                                  | Kath. Kirche St. Joseph                         |      | II/P               | 17       | → Orgel |
| 1986    | 1058 | Stavanger-Hundvåg (Norwegen)                | Hundsvåg Kirke                                  |      | II/P               | 19       | → Orgel |
| 1986    | 1060 | Sande-Sandsøya (Norwegen)                   | Sande Kyrkje                                    |      | II/P               | 23       | → Orgel |
| 1986    | 1065 | Oslo (Norwegen)                             | Uranienborg Kirke                               |      | I                  | 4        | → Orgel |
| 1987    | 1067 | Bøvågen (Norwegen)                          | Hordabø Kyrkje                                  |      | II/P               | 18       | → Orgel |
| 1987    | 1068 | Berlin-Mitte                                | Grand Hotel                                     |      | II/P               | 12       | 2008 musste die Orgel aufgrund eines Wasserschadens im Hotel ausgebaut werden. Das Instrument steht jetzt im Jehmlich Orgelbau in Dresden. → Orgel; → Orgel                                                     |
| 1987    | 1071 | Stavanger (Norwegen)                        | Lagård Kapelle                                  |      | I/P                | 8        | → Orgel |
| 1988    | 1061 | Magdeburg-Altstadt                          | St. Petri                                       |      | II/P               | 23       | Zungenregister aus BRD importiert → Orgel |
| 1988    | 1066 | Greifswald                                  | Dom St. Nikolai                                 |      | III/P              | 51       | Gehäuse von Vorgängerorgel (1832) übernommen → Orgel |
| 1988    | 1074 | Glowe                                       | St. Birgitta                                    |      | II/P               | 10       | Dispositionsentwurf M. Eisenberg → Orgel |
| 1988    | 1075 | Neubrandenburg                              | St. Josef – St. Lukas                           |      | II/P               | 17       | → Orgel |
| 1988    | 1078 | Sandnes (Norwegen)                          | Lura kirke                                      |      | II/P               | 28       | → Orgel |
| 1988    | 1080 | Dresden-Prohlis                             | Kirche Prohlis                                  |      | II/P               | 13       | → Orgel |
| 1989    | 1073 | Zwickau                                     | Friedenskirche                                  |      | II/P               | 20       | → Orgel |
| 1990    | 1084 | Tuttlingen                                  | Maria Königin                                   |      | III/P              | 33       | |
| 1989    | 1085 | Hammerunterwiesenthal                       | Melanchthonkirche                               |      | II/P               | 13       | → Orgel |
| 1990    | 1088 | Bergen (Norwegen)                           | Storetveit Kirke                                |      | III/P              | 35       | → Orgel |
| 1990    | 1094 | Dresden-Friedrichstadt                      | Neuer Katholischer Friedhof                     |      | I                  | 4        | Die Orgel wurde 1990 erbaut für die Katholische Filialkirche in Strehla bei Riesa, Goldgasse 6 und im Oktober 2018 in die Kapelle des Neuen Katholischen Friedhofs in Dresden-Friedrichstadt umgesetzt. → Orgel |
| 1990    | 1096 | Oslo (Norwegen)                             | Diakonissehuset                                 |      | I                  | 4        | → Orgel |
| 1991    | 1098 | Langenbruck (Schweiz)                       | Evangelisch-Reformierte Kirche                  |      | II/P               | 13       | → Orgel |
| 1991    | 1102 | Vaksdal (Norwegen)                          | Vaksdal Kyrkje                                  |      | II/P               | 29       | → Orgel |
| 1991    | 1103 | Dresden-Kaditz                              | Emmauskirche                                    |      | II/P               | 19       | |
| 1992    | 1099 | Leipzig-Schleußig                           | Bethanienkirche                                 |      | II/P               | 28       | |
| 1992    | 1100 | Gausvik (Harstad) (Norwegen)                | Gausvik kyrkje                                  |      | II/P               | 9        | → Orgel |
| 1993    | 1109 | Lindelbach                                  | Sebastianskirche                                |      | II/P               | 13       | → Orgel |
| 1993    | 1110 | Rabenau                                     | St. Egidien                                     |      | II/P               | 15       | → Orgel |
| 1994    | 1112 | Leipzig-Reudnitz                            | St. Laurentius Reudnitz                         |      | II/P               | 27       | → Orgel |
| 1994    | 1114 | Ribnitz-Damgarten                           | Marienkirche (Ribnitz)                          |      | III/P              | 39       | → Orgel; Orgel |
| 1995    | 1115 | Dresden-Briesnitz                           | Briesnitzer Kirche                              |      | II/P               | 32       | → Orgel |
| 1995    | 1117 | Chemnitz-Bernsdorf                          | Krematorium, Feierhalle                         |      | II/P               | 17       | → Orgel |
| 1996    | 1121 | Budapest (Ungarn)                           | Große Synagoge                                  |      | IV/P               | 63       | Neubau → Orgel, → Orgel. |
| 1996    | 1126 | Dresden Altstadt                            | Frauenkirche, Unterkirche                       |      | I                  | 4        | → Orgel |
| 1997    | 1127 | Oschersleben (Bode)                         | St. Marien Unbefleckte Empfängnis               |      | II/P               | 22       | → Orgel |
| 1997    | 1123 | Sumida, Tokio (Japan)                       | Sumida Triphony Hall                            |      | III/P              | 66       | |
| 1997    | 1125 | Berlin-Mitte                                | Nikolaikirche                                   |      | III/P              | 44       | → Orgel |
| 1998    | 1128 | Schneeberg                                  | St. Wolfgangs                                   |      | III/P              | 56       | → Orgel |
| 1999    | 1136 | Leinefelde                                  | St. Bonifatius                                  |      | II/P               | 28       | Wiederverwendung und Anpassung (Neubau von Gehäuse und Pedaltrakturen) der 1993 aus der Semperoper Dresden entfernten Orgel von 1985                                                                            |
| 1999    | 1137 | Tromsø (Norwegen)                           | Musikkonservatoriet                             |      | II/P               | 24       | + 3 Tr. → Orgel |
| 2000    | 1139 | Saebø (Norwegen)                            | Saebø Kyrkje                                    |      | II/P               | 16       | → Orgel |
| 2000    | 1140 | Meißen                                      | Staatliche Porzellan-Manufaktur Meißen          |      | I                  | 4        | 22 Porzellanpfeifen im Prospekt der Porzellanorgel → Orgel |
| 2002    | 1147 | Lexington (Texas)                           | St. James                                       |      | II                 | 13       | → Orgel |
| 2003    | 1151 | Herøy (Norwegen)                            | Herøy kyrkje                                    |      | II/P               | 31       | → Orgel |

### 6. Generation: Ralf Jehmlich
| Jahr      | Opus | Ort                    | Kirche/Bauwerk                                  | Bild | Manuale | Register | Bemerkungen                                                                                   |
| --------- | ---- | ---------------------- | ----------------------------------------------- | ---- | ------- | -------- | --------------------------------------------------------------------------------------------- |
| 2004–2006 | 1152 | Kerrville (Texas), USA | First Presbyterian Church                       |      | III/P   | 47       | + 3 Transmissionen → Orgel                                                                    |
| 2005      | 1154 | Lauenstein             | Evang. Stadtkirche                              |      | II/P    | 19       | Rekonstruktion des Originals von 1818 (Op. 3), das 2003 bei einem Brand verloren ging → Orgel |
| 2005      | 1156 | Łódź (Polen)           | Akademia Muzyczna                               |      | II/P    | 22       | → Orgel                                                                                       |
| 2006      | 1155 | Zittau                 | Mariä Heimsuchung                               |      | II/P    | 26       | zum Teil Wiederverwendung vorhandener Register der Schuster-Orgel von 1959/1960 → Orgel       |
| 2010      | 1163 | Chemnitz-Ebersdorf     | Stiftskirche                                    |      | II/P    | 15       | → Orgel                                                                                       |
| 2014      | 1166 | Titisee-Neustadt       | Christkönigkirche                               |      | II/P    | 19       | → Orgel                                                                                       |
| 2016/17   | 1161 | Leipzig                | Paulinum, Aula und Universitätskirche St. Pauli |      | III/P   | 46       | Disposition angelehnt an die 1717 erbaute Orgel von Johann Scheibe (1717) → Orgel             |

### Restaurierungen
| Jahr      | Opus | Ort             | Kirche/Bauwerk                                  | Bild | Manuale | Register     | Bemerkungen                                                                                                 |
| --------- | ---- | --------------- | ----------------------------------------------- | ---- | ------- | ------------ | --- |
| 1993      |      | Potsdam         | Filmmuseum Potsdam                              |      | II/P    | 7/44 Auszüge | Wiederaufbau und Restaurierung der Kinoorgel von M. Welte & Söhne (1929); bis 1979 im Luxor-Palast Chemnitz |
| 1993      |      | Brand-Erbisdorf | Stadtkirche Brand-Erbisdorf                     |      | II/P    | 21           | Orgel von Adam Gottfried Oehme                                                                              |
| 2006      |      | Leipzig         | Musikinstrumentenmuseum der Universität Leipzig |      | II/P    | 7/40 Auszüge | Wiederaufbau und Restaurierung der Kinoorgel von M. Welte & Söhne (1931) im UFA Palast-Theater Erfurt       |
| 2011–2018 |      | Bindersleben    | St. Lukas                                       |      | II/P    | 24           | Orgel von Franciscus Volckland (1751–1755) → Orgel                                                          |
| 2011–2020 |      | Quedlinburg     | St. Benedikti                                   |      | III/P   | 52           | Orgel von Ernst Röver                                                                                       |
| 2023–2025 |      | Wechselburg     | St. Otto                                        |      | II/P    | 26           | Orgel von Johann Jacob Schramm (1771) → Orgel                                                               |
| 2023–2025 |      | Pödelwitz       | Kirche Pödelwitz                                |      | II/P    | 19           | Orgel von Johann Gottlob Häcker (1791) → Orgel                                                              |